# Пустынная ночная ящерица
Пустынная ночная ящерица, или древесная ночная ящерица (лат. Xantusia vigilis), — вид пресмыкающихся из семейства ночных ящериц (Xantusiidae).

## Описание
Длина тела до 12 см. Верхняя сторона тела коричневатая или кремовая со множеством чёрных пятнышек и крапинок, образующих более-менее чёткие продольные ряды.
Живородящие. Новорожденные ящерицы встречаются с конца августа по конец декабря. Их длина около 5 см.
Населяет леса. Ночное животное. Днём держится под поваленными стволами деревьев и камнями.

## Ареал
Обитает на территории США в южной Калифорнии, на юге штата Невада, на юго-западе штата Юта и на западе Аризоны.